# Гарець Ірина Анатоліївна
Гарець Ірина Анатоліївна — українська драматургиня, кураторка, керівниця соціальних проєктів, керівниця Театр сучасного діалогу та Полтавської театральної лабораторії «ПолТеЛа». Засновниця першої демократичної онлайн-бібліотеки п'єс сучасних авторів/рок України UkrDramaHub. З 2017 проживає у Львові.

## Життєпис
Народилася 15 квітня 1975 року у Полтаві. Мати — Ольга Чернова (Леонова) (13.06.1946 — 23.07.2013) — доцент психолого-педагогічної кафедри Полтавського національного педагогічного університету ім. В. Г. Короленка, авторка наукових методик та статей з педагогічної тематики. Батько — Анатолій Чернов (нар. 26.11.1943) — краєзнавець, журналіст, письменник.
1993—1998 р.р. — Полтавський державний педагогічний університет ім. В. Г. Короленка, психолого-педагогічний факультет, спеціальність: «Початкове навчання, практична психологія», кваліфікація: вчитель молодших класів, практичний психолог.
2016 р. учасниця польсько-українського перформативного проєкту Організатор: Stowarzyszenie Praktyków Kultury (SPK) (Об'єднання практиків культури), Варшава Проєкт дофінансовано із коштів Міністерства культури і національної спадщини Республіки Польща та реалізовано за підтримки EEPAP.
2016 р. — тренінги тренінги Асоціації народних університетів Німеччини DVV International «Тренер з Громадської компетентності»
2015 р. — тренінги Асоціації народних університетів Німеччини DVV International та ГО Інформаційно дослідницький центр «Інтеграція та розвиток»: «Трансформація міжкультурних конфліктів: практики діалогу та примирення», «Роль діалогу в попередженні конфліктів і розвитку сучасного українського суспільства».
2012—2015 р.р. Учасниця майстер-класів «Тиждень актуальної п'єси», «Драматург-режисер», «Драматург та композитор», «Документальна драма», «Нова драма» та ін. Учасниця міжнародної драматургічної лабораторії м. Мінськ (Білорусь).
2015 р. — навчання на міжнародному семінарі Фундації ПАУСІ «Участь громадськості у запровадженні механізмів партиципаторного бюджетування».
2014—2015 р.р. Учасниця польсько-української лабораторії Європейської платформи ЕЕРАР (East European Performing Arts Platform), спільно з Мистецькою майстернею «Драбина», Львів, «Драма.UA», Львів і Соціологічною службою України м. Херсон.
2014 р. (грудень) — тренінг «Методологія навчання дорослих» в рамках проєкту «Підсилення професійних навичок в освіті дорослих андрагогів України».
Робота
2018—2019 р.р. — Львівський обласний академічний театр ляльок, завідувачка літературно-драматичною частиною, проєктна менеджерка
Кураторка проєкту^
«Вистава „Танго смерті“ В. Тужина за Ю. Винничуком, як платформа для обговорення суспільно важливих питань».
«Голоси околиць»
2015—2018 р.р.
Полтавська філія Суспільної служби України — проєктний менеджер, кураторка проєктів: «Театр сучасного діалогу як інструмент для вирішення соціальних проблем», «Театр сучасного діалогу — мистецький засіб попередження злочинів на ґрунті упередженості»
«Громадянська освіта для самоорганізації та сталого розвитку місцевих громад Полтавської області», «Сучасні театральні майданчики — осередки громадянської освіти», керівниця Театру Сучасного діалогу, тренерка-консультант.
2012—2015 р.р. — керівниця Полтавської театральної лабораторії «ПолТеЛа».
2010—2019 р.р. — Приватний підприємець
2004—2010 р.р. — головна редакторка, агропромислового журналу «Попит Пропозиція», журналіст газети «Нова Полтава».
2002—2004 р.р. — тренерка-консультантка, Громадська організація «Полтавський бізнес — інкубатор».
1999—2002 р.р. — методистка-психолог приватного підприємства «Мрія».
1998—1999 р.р. — практичний психолог навчально-виховного комплексу № 85.

## Творча біографія
Книги. Постановки
2019 рік має в доробку:
31 п’єси - (11-дитячих, 12 – дорослих, 8 документальних) - 10 фіналістів, шорт листи «Тиждень актуальної п’єси» (Київ), «Любимовка» ( Москва), «Первая читка» (Петербург), “Свободный театр” (Минськ), Міжнародної Волошинської премії (Коктебель), «Действующие лица» (Москва), «АтрТюзАрт» (Харків), «Драма.юа» (Львів).
- 15 постановок, серед них 8 документальних — 8 соціальних проєктів. ТСД Полтава - 6 відкритих майданчиків соціального театру в України. книги «Осінинка», в збірці «Лучшие пьесы 2014», збірки.
Учасниця та авторка українських та міжнародних лабораторій, конференцій, форумів, освітніх та театральних проєктів. (Польща, Білорусь, Німеччина).
2018 р.
«Осінинка» — авторка дитячої книжки
«Місто Наосліп», драматургиня, режисер Ігор Білиць. м. Полтава
«Склянка морквяного соку» — драматургиня, режисерка Р.Саркісян. м. Івано-Франківськ
«Суд над Лисичанськом», драматургиня, режисер Алік Сардарян. м. Лисичанськ
«Вечеря з Гоголем» — сценаристка театралізованої екскурсії, режисерка Уляна Мороз. с. Великі Сорочинці
«Голоси околиць» — кураторка-драматургиня, режисерка Р.Саркісян. м. Львів
2017 р.
«Теорія великого фільтру», драматургиня, режисерка Р.Саркісян. м. Полтава, «Подвійні стандарти», драматургиня, режисер — Алік Сарданян. м. Лисичанськ
«Не критикавать», драматургиня, режисер — Ігор Білиць. м. Сєвєродонецьк
"Що робити у Попасній після 18.00 ", — керівниця проєкту, драматург Д.Гуменний, режисер — А.Романов.
2016 р.
Class Act: Схід-Захід — кураторка драматургиня в проєкті, м. Київ
«Чемодан» режисерка, за оповіданнями Жанар Кусаїнової, м. Полтава
2015 р.
«Zлатоміsто» — драматургиня, режисерка — Г.Джикаєва. м. Полтава
«Квітка сонця» — драматургиня, режистерка Д.Сокол, м. Харків
«Хочу боюсь» — драматургиня, режисерка І.Гарець, м. Полтава
2014 р.
Ескіз спектаклю «Ешелон № 0» — м. Москва, драматургиня в співавторстві з В.Красовським, режисерка — Марина Назаренко
Вистава «Ешелон № 0» м. Київ, драматургиня в співавторстві з В.Красовським, режисерка — Марина Назаренко
Драматургічні літературні, театральні конкурси
2005 р. — лауреат всеукраїнського конкурсу «Рукомесло» — 2-е місце, з казкою «Осенюшка»,
2011 р. — п'єса «Мамин крестик» — фіналіст «Тиждень актуальної української п'єси» (Київ), 2013 р. — «Проба пера» м. Харків
2012 р. — п'єса «Горький сахар» — фіналіст «Тиждень актуальної української п'єси» (Київ),
2013 р. — п'єса «Страна потерянных» лонг-лист Міжнародної Волошинської премії, 2014 лонг-лист «Омской драматургической лаборатории»,
2013 р. — п'єса «Рондо allegro» — фіналіст міжнародного фестивалю молодої драматургії «Любимовка» (Москва), фіналіст «Тижня актуальної української п'єси» м. Київ.
2014 р. — п'єса «Вышел месяц из тумана», фіналіст «Первой читки» фестивалю «Пять вечеров им. А.Володина», м. Санкт-Петербург, шорт-лист VII Міжнародного конкурсу сучасної драматургії «Свободный театр», м. Мінськ, п'єса особливо відзначена під час відбору фестивалю "Любимовка", м. Москва.
2014 р. — п'єса «Эшелон № 0», написана в рамках III міжнародної драматургічної лабораторії м. Мінськ (Білорусь), спільно з В. Красовським — шорт-лист Міжнародної Волошинської премії, м. Коктебель, шорт-лист «Тижня актуальної п'єси» м. Київ, шорт-лист «Действующие лица», м. Москва. Видана в збірнику «Лучшие пьесы 2014 года».
2014 р. — п'єса «Квітка сонця» — фіналіст «АРТТЮЗАРТ»
2016 р. — п'єса «Русалка и дракон» — фіналіст «Тиждень актуальної української п'єси» (Київ), «АРТТЮЗАРТ» м. Харків
2017 р. — п'єси «На Марсе криков не слышно. Румба», фіналіст «Тиждень актуальної української п'єси» (Київ),
2017 р. — «Навіщо Лямуру хвіст чупакабри» — фіналіст «Тиждень актуальної української п'єси» (Київ), шотр-лист «Драма UA»
Читки-бліци п'єс проходили в Росії, Україні, Білорусь.
Протягом 2014—2015 років проводила «Тиждень актуальної п'єси» в м. Полтава. Постановка бліц-читок за п'єсами: Дена и Яни Гуменних, Е.Марковського, П.Ар'є, В.Ченського, Н.Ворожбит, Н.Блок та інші.